# Чанъань (Шицзячжуан)
Чанъа́нь (кит. упр. 长安, пиньинь Cháng'ān) — район городского подчинения городского округа Шицзячжуан провинции Хэбэй (КНР).

## История
Район был создан в 1958 году, после изменения схемы административно-территориального деления Шицзячжуана. Название он получил от проходящей через него улицы Чанъаньлу. В 1968 году он был переименован в район Дунфанхун (东方红区; район Алеющего востока), но в 1980 году ему было возвращено первоначальное название.
В 2014 году был расформирован район Цяодун, и северная половина его территории была включена в состав района Чанъань.

## Административное деление
Район Чанъань делится на 12 уличных комитетов и 4 посёлка.

## Экономика
В районе Чанъань размещается North China Pharmaceutical Group — ведущий производитель фармацевтической продукции в КНР.